# Bernhard Koloczek
Bernhard Koloczek (* 18. Juli 1953 in Würzburg) ist ein Richter am deutschen Bundessozialgericht.

## Leben
Nach Beendigung seiner juristischen Ausbildung trat Bernhard Koloczek zunächst in den Verwaltungsdienst des Freistaats Bayern ein und wurde 1985 Richter am Sozialgericht Augsburg.
1997 wurde Koloczek zum Richter am Bayerischen Landessozialgericht ernannt. Von 1999 bis 2001 war er an das Bundesverfassungsgericht abgeordnet, bevor er im Mai 2004 sein Amt als Richter am Bundessozialgericht antrat. Mit Wirkung vom 1. März 2019 trat er in den Ruhestand.